# Přívoz Klecánky – Roztoky

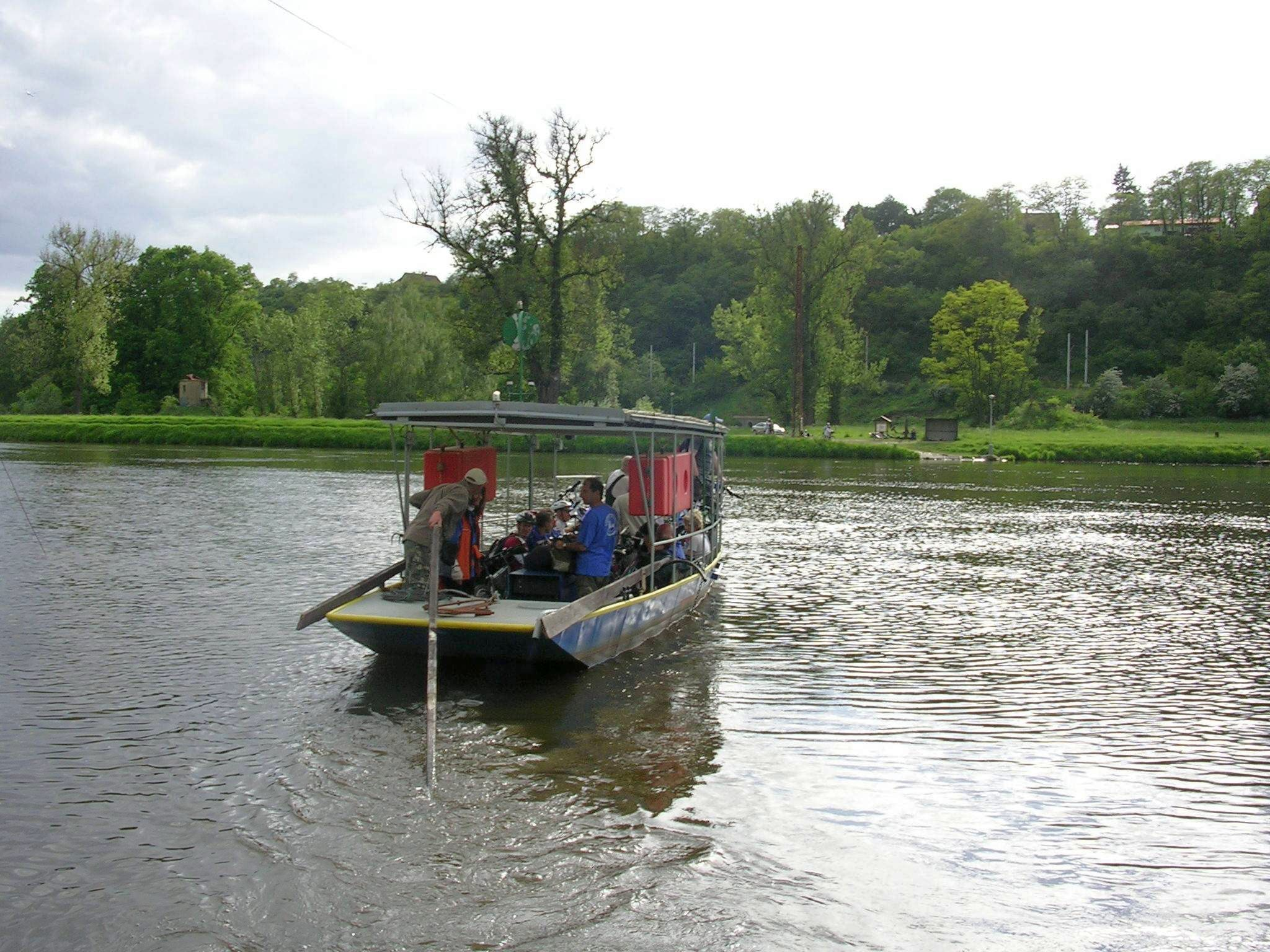
Plavba z Klecánek do Roztok

Přívoz Klecánky–Roztoky je provozován na Vltavě (říční kilometr 37,4) nedaleko severního okraje Prahy, nad jezem Klecánky.
Přívoz v tomto místě je doložen už v roce 1911, první koncese pro provozování přívozu byla udělena roku 1912.
V současnosti se používá motorový prám s horním vodičem a loďka se spodním vodičem. Přívoz přepravuje osoby, jízdní kola a malé motocykly. V provozu je za příznivého stavu vody celoročně a denně. Návazná doprava není bezprostředně u přístavišť, v Roztokách je docházková vzdálenost k nádraží a autobusovým zastávkám téměř 1 kilometr proti proudu řeky, v Klecánkách je konečná zastávka autobusů linky č. 371 Pražské integrované dopravy umístěna asi půl kilometru po proudu řeky od přívozu. Přes přívoz vede i žlutě značená turistická cesta č. 6008 pro pěší a cyklotrasa č. 8100. Na pravém, klecánském břehu je několik občerstvovacích stánků s možností posezení. Po pravém břehu vede také dálková cyklotrasa 1. třídy č. 2.
V šedesátých letech dvacátého století zde existoval i další přívoz o několik stovek metrů výše proti proudu. Provozoval jej převozník p. Sluníčko.
Přívoz není zařazen do žádného integrovaného systému, jízdné se platí v hotovosti.